# Kirkkosaaret (ö i Södra Savolax, Nyslott, lat 62,46, long 28,71)
Kirkkosaaret är en ö i Finland. Den ligger i sjön Kermajärvi och i kommunen Heinävesi i den ekonomiska regionen  Nyslotts ekonomiska region  och landskapet Södra Savolax, i den sydöstra delen av landet, 300 km nordost om huvudstaden Helsingfors. Öns area är 4,2 hektar och dess största längd är 480 meter i sydöst-nordvästlig riktning.  Notera att namnet antyder att det är fråga om flera öar.